# Хорасан (покрајина)
Хорасан (персијски خراسان; Хорāсāн) је била једна од иранских покрајина која је 2004. године подељена на три мање покрајине: Северни, Јужни и Разави Хорасан. Иако је изгубила статус управне јединице, под њеним бившим границама подразумева се географска регија у североисточном Ирану која је делом веће историјске регије Великог Хорасана који се осим Ирана простире и преко територија данашњих саверених држава Авганистана, Туркменистана, Узбекистана и Таџикистана. Бивша иранска покрајина Хорасан била је највећа и простирала се 242.673 km² што приближно одговара површини Уједињеног Краљевства, а бројила је више од седам милиона становника. Административни центар био јој је град Машхад.

## Данашње покрајине
- Северни Хорасан
- Разави Хорасан
- Јужни Хорасан